# Haplochromis lividus
Haplochromis lividus foi uma espécie de peixe da família Cichlidae. Era endémica do Quénia, Tanzânia e Uganda.